# Miguel Zacarías
Miguel Zacarías Nogaim (* 19. März 1905 in Mexiko-Stadt; † 20. April 2006 in Cuernavaca) war ein mexikanischer Filmregisseur, Produzent und Drehbuchautor. Er gehört zu den einflussreichsten Filmpersönlichkeiten der „Goldenen Ära des mexikanischen Films“.

## Biografie
Miguel Zacarías wurde als Sohn libanesischer Einwanderer geboren. Anfang der 1930er Jahre hielt er sich kurz in den USA auf und lernte dort das Filmhandwerk kennen. Sein Debütfilm als Autor, Regisseur und Produzent war Sobre las olas (1933). Seine erfolgreichsten Werke wurden Soledad (1947), El dolor de los hijos (1949) und Juana Gallo (dt. Die Verdammten vom Rio Grande, 1961). Er war bis in die 1980er Jahre aktiv.
Unter Zacarías' Regie entwickelten sich María Félix, Jorge Negrete, Pedro Armendáriz, Cantinflas und Marga López zu Stars des mexikanischen Kinos.
1993, 50 Jahre nach Beginn seiner Filmarbeit, erhielt er den mexikanischen Ehrenfilmpreis Ariel de Oro als Anerkennung seines Beitrags zum Film in Mexiko.
Zacarías starb im Alter von 101 Jahren an Herzversagen. Sein Sohn Alfredo Zacarías ist ebenfalls in der Filmindustrie tätig.

## Filmografie (Auswahl)
- 1932: Sobre las olas (Regie, Drehbuch, Produktion)
- 1964: Los astronautas (Regie, Drehbuch, Produktion)
- 1969: El pecado de Adán y Eva (Regie, Drehbuch, Produktion)
- 1971: Jesús, nuestro Señor (Regie, Drehbuch, Produktion)
- 1971: Jesús, el niño Dios (Regie, Drehbuch, Produktion)
- 1972: Jesús, María y José (Regie, Drehbuch, Produktion)
- 1978: The Bees – Operation Todesstachel (The Bees, Produktion)
- 1981: Macabra – Die Hand des Teufels (Demonoid: Messenger of Death, Produktion)
- 1986: La vida de nuestro señor Jesucristo (Regie, Drehbuch)